# Bes
Bes (hoặc Bisu, Aha) là một vị thần lùn trong tôn giáo Ai Cập cổ đại. Ông vừa là thần chiến tranh, bảo trợ các pharaoh ra trận, vừa là thần sinh đẻ, tình dục và có liên quan đến âm nhạc và vũ hội. Tuy không được thờ cúng chính thức nhưng hình ảnh của ông lại xuất hiện rất nhiều trên các vật dụng trong gia đình, vì thế Bes cũng được xem là một vị thần của gia đình.

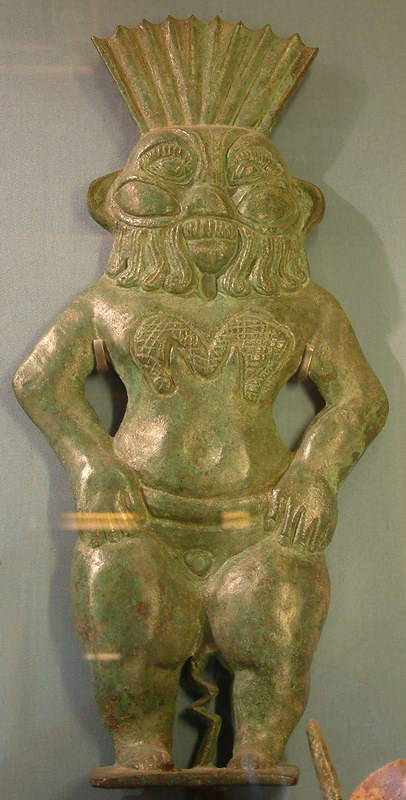
Tượng thần Bes (lưu giữ tại Bảo tàng Louvre)

## Hình tượng
Bes là một vị thần có dáng vẻ hài hước. Ông được mô tả là một người đàn ông lùn, râu ria xồm xoàm, có cánh và đuôi. Ông thường đội vương miện và mặc bộ đồ da báo. Bes có vài đặc điểm giống với loài mèo (hay sư tử), bằng chứng là cái đuôi dài và khuôn mặt.
Tên của ông bắt nguồn từ "besa" của tiếng Nubia có nghĩa là mèo. Vì điều này mà Bes có mối liên hệ gần gũi với Bastet và Sekhmet.

## Thần thoại

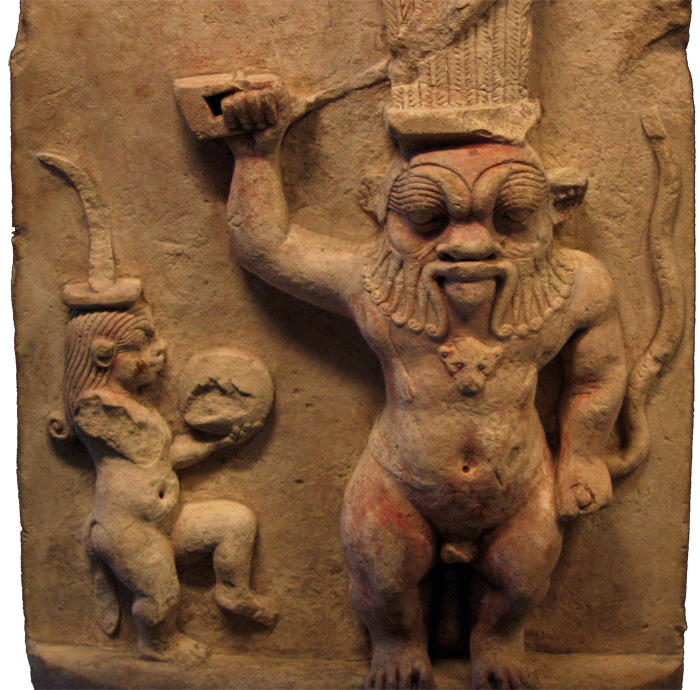
Bes và Beset (trái) - Bảo tàng Louvre